# Notiphila brunnipes
Notiphila brunnipes är en tvåvingeart som först beskrevs av Robineau-desvoidy 1830.  Notiphila brunnipes ingår i släktet Notiphila och familjen vattenflugor. Arten är reproducerande i Sverige. Inga underarter finns listade i Catalogue of Life.